# Чилоглу, Билал
Билал Чилоглу (род. 16 июня 1998, Сивас) — турецкий дзюдоист, призёр чемпионата мира 2021 года и чемпионата Европы 2018 года. Участник II Европейских игр 2019 года.

## Спортивная карьера
Родился в 1993 году в Турции. В 2018 году на турнире из серии Гран-при по дзюдо, который проходил в Агадире и в 2018 году на турнире той же серии в Перте в весовой категории до 73 кг, стал победителем.
На чемпионате Европы 2018 года, который состоялся в Тель-Авиве, спортсмен из Турции завоевал бронзовую медаль в весовой категории до 73 кг.
Билал принял участие в соревнованиях на II Европейских играх, которые проходили в Минске в 2019 году, уступил в 1/8 финала израильтянину Тохару Бутбулу.
В 2019 года в ОАЭ, в Абу-Даби на Большом шлеме по дзюдо в весовой категории до 73 кг завоевал золотую медаль, поборов в финале спортсмена из Канады Артура Маргелидона.
На предолимпийском чемпионате мира 2021 года, который проходил в Будапеште в Венгрии турок завоевал бронзовую медаль в весовой категории до 73 кг, победив в схватке за третье место узбекского спортсмена Хикматиллоха Тураева.